# Shivamogga
Shivamogga (hindi शिमोगा, dawniej Shimoga) – miasto w indyjskim stanie Karnataka, leżące nad rzeką Tunga. Stolica dystryktu Shivamogga.